# Lausanne University Club of American football
 (avril 2023).
Si vous disposez d'ouvrages ou d'articles de référence ou si vous connaissez des sites web de qualité traitant du thème abordé ici, merci de compléter l'article en donnant les références utiles à sa vérifiabilité et en les liant à la section « Notes et références ».
 (mars 2019).

Logo

Le Lausanne University Club American Football (LUCAF) est le club universitaire de football américain de la ville de Lausanne, en Suisse.

## Club
Le club se présente sous la forme d’une association sportive destinée à pratiquer et promouvoir le football américain en Suisse et en Suisse romande. Il fait partie des équipes de sport universitaire de l'Université de Lausanne (UNIL).
Le LUCAF est membre de la ligue Romande NSFL, et de la ligue Suisse SAF,.
Le club dispose :
- d'une équipe seniors de football américain[4],
- d'une équipe juniors de football américain[5],
- d'une équipe juniors mixte de flag football[6],

L'animal mascotte du club est la chouette des sports universitaires lausannois.

## Palmarès
- NSFL Tackle Élite[7]

Champion Romand  Nsfl tackle elite 2016 
- - Champion : 2007
  - Vice-champion : 2005, Tournois NSFL Tackle 2009, 2011, 2014
  - 3e place : 2006, Tournois NSFL Tackle 2008, 2010

- Ligue Nationale B (LNB)[8]
  - Vice-champion : 1991, 1997, 2012, 2024,2025
  - Champion : 2015
- Ligue Nationale C (LNC)
  - Champion : 2023, 2021

## Histoire

### Lausanne Sharks

Logo des Lausanne Sharks

Le club des Lausanne Sharks a été fondé en 1987 par Jean-Louis Waterlot-Buisine. L'année suivante le club rejoint la Ligue Nationale B au côté des Geneva Seahawks. Après deux saisons d'apprentissage, le club décolle lors de la saison 1990 où les Sharks terminent avec un bilan de 7 victoires pour 1 défaite, mais le club perd son match de barrage face au Bienna Jets 28-8 pour accéder à la LNA. Dans la continuité la saison 1991 les récompense par un titre de vice-champion LNB et une place en LNA après avoir pris leur revanche sur les Bienna Jets en match de barrage (19-8).
Le club réalise une saison 1992 difficile parmi l'élite et ne dispute pas de championnat lors de la saison 1993. En 1994, le club est toujours en LNA et atteint les play-offs, mais ne parvient pas stopper les Bern Grizzlies (0-52). L'équipe connaît une autre saison difficile et termine l'année 1995 avec aucune victoire.
De retour en LNB le club effectue deux bonnes saisons en 1996 et 1997, où le club atteint la finale qu'il perd face aux Bienna Jets sur le score de 27-14. Le club rate aussi son barrage contre les Zurich Renegades 0-19. Après l'équipe enchaîne les saisons moyennes et participe encore au play-offs en 2000, défaite 17-24 face aux Landquart Broncos. En raison de la fusion des LNA et LNB, le club retrouve l’élite du championnat, mais ne parvient pas à sa qualifier pour les play-offs. En 2004, les Sharks sont relégués en LNB après avoir déclaré forfait pour 7 de leurs matches. La saison 2005 est à l’image de la saison 2004, avec 6 forfaits.
Parallèlement au championnat LNA et LNB, l’équipe prépare la création d’une ligue romande avec l’aide d’autres clubs de Suisse romande. La NSFL voit le jour en 2004 et les Sharks s’inscrivent aux tournois 2005.

### Lausanne University Club
En 2009, le club décide de s'associer à l'université de Lausanne et devient le premier club de football américain universitaire de Suisse. À cette occasion, le nom du club change de Lausanne Sharks à Lausanne University Club of American Football plus communément appelé LUCAF.
En 2010, le LUCAF réintègre le championnat de Ligue Nationale B après 5 ans d'absence.

## Saison par saison
| Saison | Division                   | Résultat                   | Vic.                       | Nuls                       | Déf.                       | Pts pour                   | Pts Contre                 |
| ------ | -------------------------- | -------------------------- | -------------------------- | -------------------------- | -------------------------- | -------------------------- | -------------------------- |
| 1988   | LNB                        | Poule                      | 2                          | 0                          | 7                          | 69                         | 337                        |
| 1989   | LNB                        | Poule                      | 2                          | 0                          | 2                          | 59                         | 81                         |
| 1990   | LNB                        | Poule                      | 7                          | 0                          | 1                          | 212                        | 48                         |
| 1991   | LNB                        | Finaliste                  | 6                          | 0                          | 4                          | 152                        | 141                        |
| 1992   | LNA                        | Poule                      | 0                          | 0                          | 6                          | 7                          | 175                        |
| 1993   | Non inscrit en championnat | Non inscrit en championnat | Non inscrit en championnat | Non inscrit en championnat | Non inscrit en championnat | Non inscrit en championnat | Non inscrit en championnat |
| 1994   | LNA                        | Play-offs                  | 2                          | 0                          | 6                          | 76                         | 266                        |
| 1995   | LNA                        | Poule                      | 0                          | 0                          | 8                          | 6                          | 352                        |
| 1996   | LNB                        | Poule                      | 5                          | 0                          | 3                          | 195                        | 134                        |
| 1997   | LNB                        | Finaliste                  | 8                          | 0                          | 1                          | 249                        | 65                         |
| 1998   | LNB                        | Poule                      | 3                          | 0                          | 7                          | 222                        | 207                        |
| 1999   | LNB                        | Poule                      | 4                          | 0                          | 4                          | 155                        | 169                        |
| 2000   | LNB                        | Play-offs                  | 4                          | 0                          | 4                          | 176                        | 118                        |
| 2001   | LNA                        | Play-offs                  | 5                          | 0                          | 4                          | 253                        | 155                        |
| 2002   | LNA(1)                     | Poule                      | 3                          | 0                          | 5                          | 114                        | 107                        |
| 2003   | LNA(1)                     | Poule                      | 1                          | 1                          | 7                          | 49                         | 193                        |
| 2004   | LNA(2)                     | Poule                      | 1                          | 0                          | 1                          | 26                         | 37                         |
| 2005   | LNB(3)                     | Poule                      | 0                          | 0                          | 2                          | 0                          | 72                         |
| 2005   | NSFL                       | Finaliste                  | 6                          | 1                          | 1                          | 142                        | 46                         |
| 2006   | Tournois NSFL Tackle 2006  | 3e                         | 2                          | 0                          | 3                          | 29                         | 34                         |
| 2007   | Tournois NSFL Tackle 2007  | Champion                   | 6                          | 1                          | 0                          | 156                        | 26                         |
| 2008   | Tournois NSFL Tackle 2008  | 3e                         | 0                          | 0                          | 0                          | 0                          | 0                          |
| 2009   | Tournois NSFL Tackle 2009  | 2e                         | 0                          | 0                          | 0                          | 0                          | 0                          |

(1) Les Lausanne Sharks perdent un match au titre de la "Mercy rule".
(2) Les Lausanne Sharks ont joué 2 matches pour causes de 7 forfaits.
(3) Les Lausanne Sharks ont joué 2 matches pour causes de 6 forfaits.

## Bilan
| Compétition | Type      | Participations | M.J. | Vic. | Nuls | Déf. | Pts pour | Pts Contre |
| ----------- | --------- | -------------- | ---- | ---- | ---- | ---- | -------- | ---------- |
| NSFL        | Saison    | 3              | 20   | 14   | 2    | 4    | 327      | 106        |
| NSFL        | Play-offs | 3              | 5    | 3    | 0    | 2    | 69       | 24         |
| NSFL        | Total     | 3              | 25   | 17   | 2    | 6    | 396      | 130        |
| SAFV - LNA  | Saison    | 7              | 50   | 12   | 1    | 37   | 531      | 1285       |
| SAFV - LNA  | Play-offs | 2              | 2    | 0    | 0    | 2    | 0        | 87         |
| SAFV - LNA  | Total     | 7              | 52   | 12   | 1    | 39   | 531      | 1372       |
| SAFV - LNB  | Saison    | 10             | 76   | 41   | 0    | 35   | 1489     | 1372       |
| SAFV - LNB  | Play-offs | 3              | 3    | 0    | 0    | 3    | 31       | 96         |
| SAFV - LNB  | Barrages  | 3              | 3    | 1    | 0    | 2    | 27       | 52         |
| SAFV - LNB  | Total     | 10             | 82   | 42   | 0    | 40   | 1547     | 1520       |
| TOTAL       | TOTAL     | 20             | 159  | 71   | 3    | 85   | 2474     | 3022       |